# Сиворакша бенгальська
Сиворакша бенгальська (Coracias benghalensis) — вид сиворакшоподібних птахів родини сиворакшових (Coraciidae). Інша назва «індійська сиворакша», «синій птах», «північна сиворакша». Має 3 підвиди.

## Опис
Загальна довжина досягає 27-34 см при максимальній вазі 170 г. Голова помірно невеличка. Дзьоб досить довгий, на кінці загнутий невеликим гачком. Ніздрі довгі. Тулуб стрункий. Три пальці з'єднані в основі. Груди світло-коричневі, голова світло-синя. Хвіст блакитний зі смугою іншого відтінку блакиті. Шия і горло червонувато-бузкові з тонкими білими смужками. Її розправлені в польоті крила нагадують розписаний вручну шовк. Навколо очей є охриста пляма.

## Спосіб життя
Віддає перевагу сухій та рівній місцевості. Полюбляють сидіти на високих деревах, що самотньо стоять, або на проводах електропередач поблизу залізниці. Має неспокійну, забіякувату вдачу. Її політ швидкий і нерівний, з «пірнанням» і перекиданням в повітрі.
Живиться дрібними комахами, павукоподібними, невеличкими ящірками і мишами, яких знаходить на землі. Полюбляє ласувати ягодами і фруктами. Якщо виявляється поблизу водойм, плаває і навіть пірнає, при цьому ловить під водою дрібних рачків і рибок.
Період розмноження триває з березня по червень. Відкладають яйця в порожніх пташиних дуплах, в затишних місцях будівель. Кладку з 2-5 яєць висиджують зазвичай обоє батьків. Пташенята залишають гніздо приблизно через 1 місяць. Відома здатність переносити пташенят з одного гнізда в інше.

## Стосунки з людиною
Є доволі популярною в місцях свого існування. Штати Індії Одіша, Телангана, Андхра-Прадеш і Карнатака вибрали бенгальську сиворакшу як свій символ. Через велику поширеність цього птаха з нею пов'язано багато легенд і оповідей. Численні перекази пов'язують її з богом Шивою. Був навіть особливий культ, присвячений бенгальській сиворакші.

## Поширення
Розповсюджена в Південній Аравії (долини річок Тигр і Євфрат, узбережжя Перської затоки), Індії і Південно-Східної Азії (Таїланду, В'єтнаму, Малайзії) та південного Китаю. Найбільша популяція зосереджена в Індії — 50 птахів на 1 км². Також трапляється на Лаккадівських і Мальдівських островах.

## Підвиди
- C. b. benghalensis (Linnaeus, 1758) — від Перської затоки до Бангладеш
- C. b. indicus (Linnaeus, 1766) — центральна та південна Індія, Шрі-Ланка
- C. b. affinis (Horsfield, 1840) — від північно-східної Індії до південного Китаю